# Angelo Muscat
Angelo Muscat (* 24. September 1930 auf Malta; † 10. Oktober 1977 in England) war ein kleinwüchsiger, maltesischer Schauspieler.

## Leben
Muscat litt an Minderwuchs und maß nur 1,30 m. 1965 hatte er sein Schauspieldebüt in der britischen Fernsehserie Doctor Who, in welcher er in vier Episoden den Chumbley spielte. Später spielte er untergeordnete Rollen in der Jonathan-Millerl-Verfilmung von Alice im Wunderland und im Beatlesfilm Magical Mystery Tour sowie einen der Oompa Loompas in Charlie und die Schokoladenfabrik.
Seine bekannteste Rolle hatte er zwischen 1967 und 1968 in Patrick McGoohans Kultserie Nummer 6, in welcher er in 14 der insgesamt 17 Episoden den stummen Butler darstellte.

## Filmografie
- 1965: Doctor Who
- 1966: Alice im Wunderland
- 1967: Nummer 6
- 1967: Magical Mystery Tour
- 1971: Charlie und die Schokoladenfabrik